# 도성삼군문분계지도

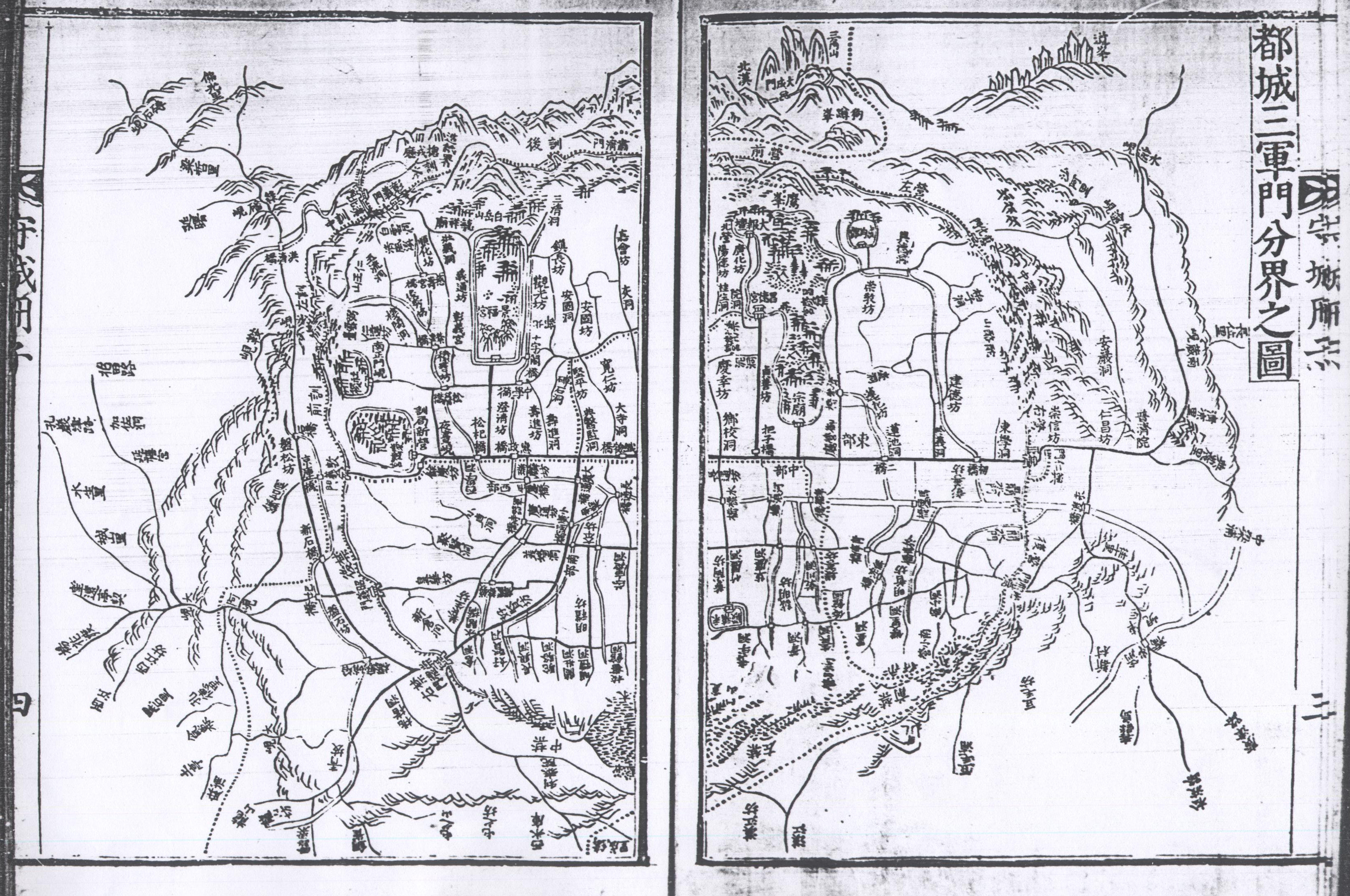
도성삼군문분계지도

〈도성삼군문분계지도〉(都城三軍門分界之圖)는 조선 영조(英祖) 27년(1751년) 제작된 수도 한성의 지도로서 영조가 도성의 수비에 관해 내린 윤음(綸音 : 임금의 말씀)과 절목(節目 : 법률 및 규정) 등을 기록한 책인 어제수성윤음(御製守城綸音) 가운데 수록되어 있다. 책자에 인쇄된 최초의 서울 지도이며 가로는 42.8 cm, 세로는 29.2cm으로 목판본 지도이다.

## 제작 배경
영조시대에 접어들면서 청나라와의 긴장관계가 안정되고 국내 상업이 발달함에 따라 북방정책 위주의 소론파가 후퇴하고 내수를 중심으로 한 노론파가 부상하였다. 또한 영조 초기에 있었던 소론 출신의 이인좌의 난(1728) 이후 도성 방위와 왕권 강화의 필요성이 제기되었다.
영조의 수도방위구상은 삼군문(三軍門)과 서울 방민(坊民) 중심의 도성 방위체제 강화로서 영조 21년(1745)에 실행에 옮겨졌고 27년(1751) 이러한 도성 방위의 구체적 방법을 서울 방민들에게 알리기 위한 책인 어제수성윤음을 반포하였다. 도성삼군문분계지도는 어제수성윤음 중간에 실려있는 지도로서 수도 방위를 위한 삼군(三軍 : 훈련도감(訓練都監), 어영청(御營廳), 금위영(禁衛營))의 배치와 경비 구역을 시각적으로 보여준다.

부분 확대 후훈(後訓)

## 삼군의 관할 구역
서울의 동쪽 대부분은 어영청의 관할 구역이며 남서쪽은 금위영, 북서쪽은 훈련도감의 관할 구역으로 표시되어 있다. 각각 전훈(前訓), 좌금(左禁), 중영(中營) 등으로 표시되어 있으며 이는 각 군의 5가지 구분을 前 後 左 右 中軍 등 5군으로 한 것으로 보인다. 즉, 전훈(前訓)은 훈련도감의 전군(前軍), 좌금(左禁)은 금위영의 좌군(左軍), 중영(中營)은 어영청의 중군(中軍)을 뜻한다.

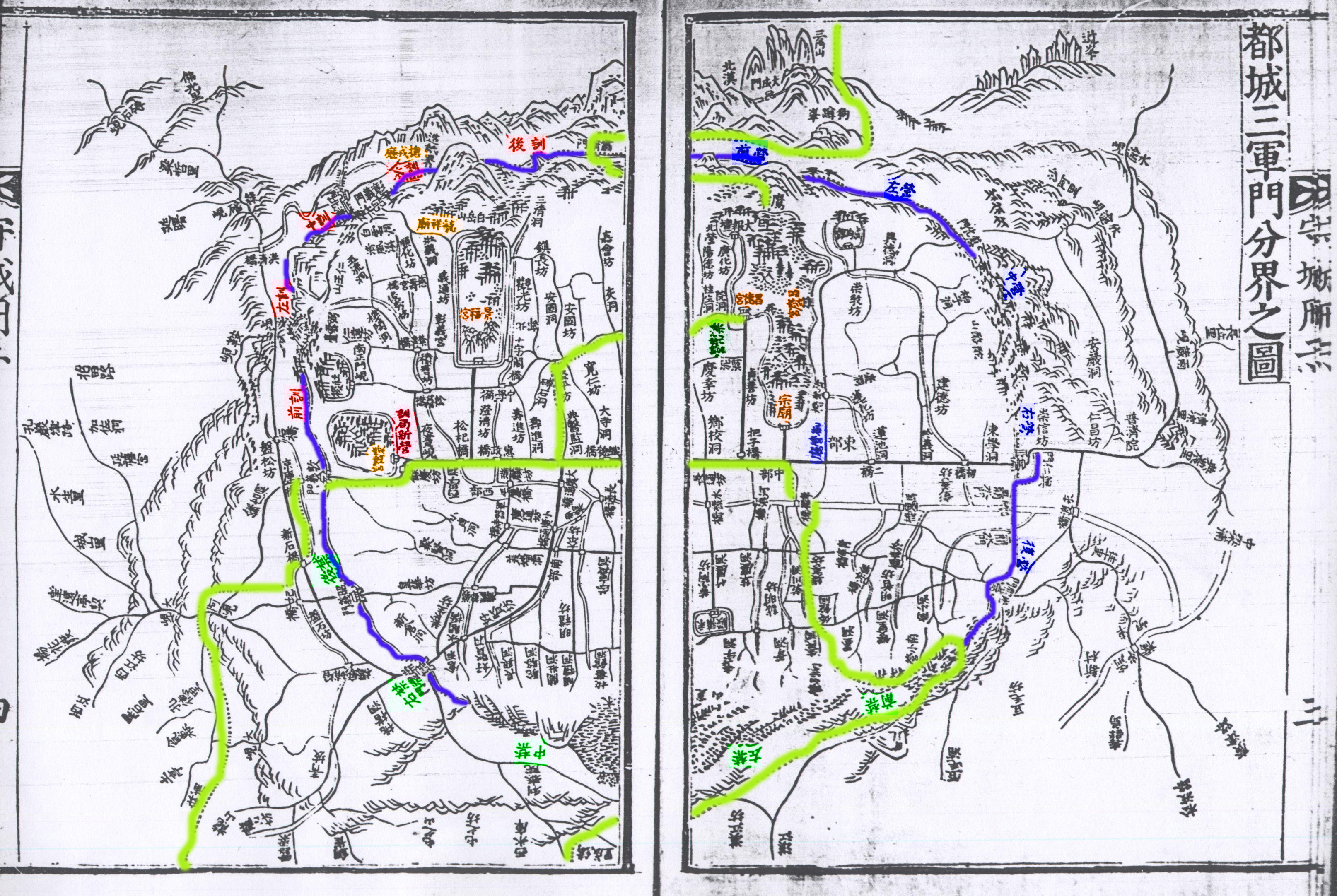
삼군 배치 및 주요 시설 표시

## 주요 시설 및 지명
세 궁궐(경희궁(慶熙宮), 창경궁(昌慶宮), 창덕궁(昌德宮))을 비롯하여 임진왜란(壬辰倭亂) 당시 폐허가 되어 공터만 남아있는 영조 당시의 경복궁(慶福宮)이 표현되어 있다. 이밖에 영조 26년(1750)에 세검정(洗劍亭) 부근으로 이전한 총융청(摠戎廳)이 이전된 위치에 기록되어 있으며 영조의 생모를 모신 육상묘(毓祥廟)도 1754년 육상궁(毓祥宮)으로 개칭되기 이전의 표기로 기록되어 있어서 제작 년도를 간접적으로 증명해주고 있다.

## 참고 자료
- 한영우 외, “우리 옛지도와 그 아름다움”, 효형출판, 1999.